# 5e division légère de cavalerie
Pour les articles homonymes, voir 5e division.
La 5e division légère de cavalerie (5e DLC) est une division de cavalerie de l'Armée de terre française qui a participé à la Seconde Guerre mondiale.
Elle est créée en février 1940 pour participer à la manœuvre de retardement en Ardenne. Celle-ci se déroule du 10 au 12 mai 1940 sans ralentir suffisamment les Allemands. La division s'oppose ensuite à la percée de Sedan. Le 26 mai, bien que fortement diminuée, elle gagne la Picardie pour participer à l'offensive contre la tête de pont d'Abbeville. Placée ensuite en réserve, elle reprend le combat après la percée de la ligne Weygand et se retrouve piégée et détruite dans la poche de Saint-Valery-en-Caux.

## Commandants
La division a eu un seul commandant, le général Chanoine.

## Composition
6e brigade de cavalerie
- 11e régiment de cuirassiers
- 12e régiment de chasseurs à cheval

15e brigade légère motorisée
- 5e régiment d'automitrailleuses (5e RAM)
- 15e régiment de dragons portés (15e RDP)
- 5e escadron divisionnaire antichar (administré par le 5e RAM)
- 5e escadron de réparation divisionnaire (administré par le 15e RDP)

Artillerie
- 78e régiment d'artillerie de division légère de cavalerie
  - 10e/78e batterie divisionnaire antichar
- 715/409e régiment d'artillerie de défense contre aéronefs (formé le 12 mai 1940)

Génie
- compagnie de sapeurs mineurs 34/1

Transmissions
- compagnie mixte de transmissions 34/84

Train
- compagnie hippomobile 34/9
- compagnie automobile 134/9

Intendance
- groupe d'exploitation divisionnaire 34/9

Santé
- groupe sanitaire divisionnaire 34

Forces aériennes
- FA 35 (commandement aérien)
- groupe aérien d'observation 507 (n'est pas organique à la division)

Source pour la composition : site atf40.fr et Mary 2009, p. 454.

## Historique des combats

### Drôle de guerre

#### Création
En février 1940, le commandement français, suivant ce qu'il a décidé en novembre 1939, procède à la transformation des trois divisions de cavalerie (DC) en cinq divisions légères de cavalerie (DLC) pour réaliser une action de retardement en Ardenne,. Ce changement n'apporte pas plus de puissance à l'ensemble mais plus souplesse. Ces nouvelles divisions comportent une brigade de cavalerie (BC) avec deux régiments hippomobiles (chasseur, cuirassier ou hussard) totalisant 2 000 cavaliers et 8 canons antichars, une brigade légère motorisée (BLM) réunissant un régiment d'automitrailleuses et un régiment de dragons portés, un régiment d'artillerie tractée constitue l'artillerie divisionnaire. Ce régiment d'artillerie doit recevoir un groupe de 75 modèle 97 tracté tous terrains et un de 105 C modèle 35 (12 pièces par groupe). Le régiment d'automitrailleuses est constitué d'un escadron d'automitrailleuses de découverte (douze AMD 35P), d'un escadron d'automitrailleuses de combat (douze H35) et de deux escadrons motocyclistes. Le régiment de dragons portés comporte deux escadrons mixtes, chacun ayant deux pelotons d'automitrailleuses de reconnaissance et deux pelotons motocyclistes. Ces divisions légères de cavalerie doivent être engagées en Ardenne avec des groupes de reconnaissances de division d'infanterie (GRDI) et de corps d'armée (GRCA) pour retarder l'avance allemande dans cette région.
La 5e DLC est ainsi créée sous le commandement du général Chanoine, sa brigade de cavalerie, la 6e BC, provenant de la 3e DC. La 5e DLC est sous le commandement direct de la 2e armée.

#### Mission sur la Meuse et en Ardenne
En mars, alors que les DLC se constituent, la mission qu'elles doivent accomplir est précisée par le haut commandement. Les premières instructions distinguent deux cas : soit l'attaque allemande contre la 2e armée est d'envergure et alors la cavalerie se porte sur la Semois, effectue des destructions et mène en retraite vers la Meuse (au sud) une action retardatrice, soit l'offensive est secondaire et alors la cavalerie pousse au-delà de la rivière pour y étendre son combat retardateur. La première manœuvre n'est rapidement plus envisagée au profit de la seconde. Il s'agit également de déterminer les forces de l'ennemi (nature et importance) et les directions de ses attaques
La 5e DLC dont le poste de commandement est à Bazeilles est organisée en deux groupements (ouest et est) et doit effectuer son action retardatrice sur une zone délimitée à sa gauche par la ligne Alle – Paliseul – Houffalize et à sa droite par la ligne Chassepierre – Léglise (exclus) – Fauvillers (exclus), soit une progression maximale de 80 km. À sa gauche doit se trouver la cavalerie de la 9e armée, d'abord la 3e brigade de spahis (3e BS) jusqu'à la Semois puis au-delà la 1re DLC. Pour y effectuer la liaison avec ces unités, la 5e DLC dispose du 64e GRDI (de la 55e division d'infanterie (55e DI)) auquel elle apporte quelques éléments pour assurer sa découverte. Elle est également renforcée par le 60e GRDI et le 12e GRCA (respectivement de la 71e DI et du Xe corps d'armée (Xe CA)),. À la droite de la 5e DLC doit se trouver la 1re BC jusqu'à la Vierre puis la 2e DLC.
Pour les combats retardateurs, la 5e DLC a prévu plusieurs lignes de défense, :
- Houffalize – Martelange (objectif 06)
- Amberloup – Martelange (objectif 05)
- rivière Ourthe (objectif 04, bretelle entre 03 et 05)
- Bertogne – Bastogne – Martelange (objectif 03)
- voie ferrée Poix-Saint-Hubert à Mellier incluant les nœuds de communications Neufchâteau, Recogne – Libramont (objectif 02)
- rivière Semois (objectif 01)
- ligne des maisons fortes (ligne initiale)

Pour sa mission, la division (comprenant les éléments qui la renforcent) organise deux groupements : ouest et est (ce dernier subdivisé en deux sous-groupements nord et sud). Sur chacun des itinéraires de progression (six en tout), les colonnes sont organisées avec les détachements de découvertes (DD) en tête, suivis des détachements de sûreté éloignée (DSE), puis les avant-gardes, les gros et enfin du deuxième échelon. Les objectifs 04, 05 et 06 étant éloignés, seuls a priori les DD et DSE doivent dépasser — si possible — la ligne 03,.
Sur la Semois, deux bataillons d'infanterie prélevés sur les unités du Xe CA (devant lequel évolue la 5e DLC) se placeront en recueil de la cavalerie (un bataillon derrière chaque groupement) : le I/295e régiment d'infanterie (de la 55e DI) et le III/12e régiment de zouaves (de la 3e division d'infanterie nord-africaine),.

### Bataille de France
La division entre en Belgique le 10 mai 1940 et avance en direction d'Houffalize. Face à la puissance des Panzerdivisionen, elle doit repasser la Meuse deux jours plus tard. Elle est sur l'Aisne le 16 mai.
La division rejoint le 24 mai le front de la Somme devant Abbeville. Sa transformation en 8e division légère mécanique est envisagée mais n'est pas réalisée.
Face à la reprise de l'avancée allemande, elle se replie en direction de Saint-Valery-en-Caux, où, encerclée, elle est capturée le 12 juin.